# Mouloudia Sportive de Cherchell (football)
Pour les articles homonymes, voir MSC.
Maillots
Dernière mise à jour : 9 novembre 2021.
Le Mouloudia Sportive de Cherchell (en arabe : مولودية الرياضية شرشال), plus couramment abrégée en MS Cherchell ou encore en MSC, est un club algérien de football fondé en 1947 et basé dans la ville de Cherchell, dans la Wilaya de Tipaza.

## Histoire
Le club évolue en deuxième division, mais sans jamais atteindre la première division .
Après l’indépendance de l'Algérie, la MS Cherchell intègre le championnat national en Critérium Honneur 1962-1963,,, championnat organisé sous forme de 5 groupes de 10 clubs chacun. La MS Cherchell commence dans le Groupe III d'Alger,, et se classe septième de son groupe.
Lors de la saison 1963-1964, le club participe au championnat national de Première division 1963-1964, au sein du groupe Algérois.
Actuellement, La Mouloudia Sportive de Cherchell joue en inter-régions, groupe centre-ouest.

## Parcours

### Classement en championnat par année
- 1962-63 : D1, CH Centre Gr.III, 7e
- 1963-64 : D3, Première D Centre, ?e
- 1964-65 : D3, Première D Centre, ?e
- 1965-66 : D3, Première D Centre, ?e
- 1966-67 : D3, DH Centre, 6e
- 1967-68 : D3, DH Centre, 4e
- 1968-69 : D3, DH Centre, ?e
- 1969-70 : D3, DH Centre, ?e
- 1970-71 : D3, DH Centre, ?e
- 1971-72 : D2, Deuxième D Centre Gr.2, 6e
- 1972-73 : D2, Deuxième D Centre, ?e
- 1973-74 : D?, ?e
- 1974-75 : D?, ?e
- 1975-76 : D?, ?e
- 1976-77 : D?, ?e
- 1977-78 : D?, ?e
- 1978-79 : D?, ?e
- 1979-80 : D?, ?e
- 1980-81 : D?, ?e
- 1981-82 : D?, ?e
- 1982-83 : D?, ?e
- 1983-84 : D?, ?e
- 1984-85 : D?, ?e
- 1985-86 : D?, ?e
- 1986-87 : D3, Division d'honneur Centre groupe A, 15e
- 1987-88 : D3, Division d'honneur Centre groupe B, 16e
- 1988-89 : D?, ?e
- 1989-90 : D?, ?e
- 1990-91 : D?, ?e
- 1991-92 : D?, ?e
- 1992-93 : D?, ?e
- 1993-94 : D?, ?e
- 1994-95 : D?, ?e
- 1995-96 : D?, ?e
- 1996-97 : D?, ?e
- 1997-98 : D?, ?e
- 1998-99 : D?, ?e
- 1999-00 : D?, ?e
- 2000-01 : D?, ?e
- 2001-02 : D?, ?e
- 2002-03 : D?, ?e
- 2003-04 : D?, ?e
- 2004-05 : D?, ?e
- 2005-06 : D?, ?e
- 2006-07 : D?, ?e
- 2007-08 : D?, ?e
- 2008-09 : D?, ?e
- 2009-10 : D?, ?e
- 2010-11 : D?, ?e
- 2011-12 : D?, ?e
- 2012-13 : D?, ?e
- 2013-14 : D?, ?e
- 2014-15 : D?, ?e
- 2015-16 : D?, ?e
- 2016-17 : D?, ?e
- 2017-18 : D?, ?e
- 2018-19 : D?, ?e
- 2019-20 : D4, Inter-régions Centre-Ouest, ?e
- 2020-21 : D3, Inter-régions Centre-Ouest C2, 4e
- 2021-22 : D3, Inter-régions Centre-Ouest, 14e
- 2022-23 : D4, R1 Blida, ?e
- 2023-24 : D4, R1 Blida, 1re
- 2024-25 : D3, Inter-régions Centre-Ouest, ?e

### Parcours du MSC en coupe d'Algérie
| Saison  | Tour          | Matchs         | Résultats |
| ------- | ------------- | -------------- | --------- |
| 1962-63 | ?             | ?              | ?         |
| 1963-64 | 1/64 finale   | ASPTT Alger    | 5-3 a p   |
| 1964-65 | ?             | ?              | ?         |
| 1965-66 | 5e T.R        | WA Rivet       | 2-1       |
| 1966-67 | ?             | ?              | ?         |
| 1967-68 | 1/32 finale   | MC Alger       | 3-1       |
| 1968-69 | 1/32 finale   | OM Ruisseau    | 4-3       |
| 1969-70 | 1/32 finale   | O.Sempac Alger | 1-1       |
| 1970-71 | ?             | ?              | ?         |
| 1971-72 | 1/16 finale   | CS Constantine | 2-1       |
| 1972-73 | ?             | ?              | ?         |
| 1973-74 | ?             | ?              | ?         |
| 1974-75 | ?             | ?              | ?         |
| 1975-76 | ?             | ?              | ?         |
| 1976-77 | ?             | ?              | ?         |
| 1977-78 | ?             | ?              | ?         |
| 1978-79 | ?             | ?              | ?         |
| 1979-80 | ?             | ?              | ?         |
| 1980-81 | ?             | ?              | ?         |
| 1981-82 | ?             | ?              | ?         |
| 1982-83 | ?             | ?              | ?         |
| 1983-84 | ?             | ?              | ?         |
| 1984-85 | ?             | ?              | ?         |
| 1985-86 | ?             | ?              | ?         |
| 1986-87 | ?             | ?              | ?         |
| 1987-88 | ?             | ?              | ?         |
| 1988-89 | ?             | ?              | ?         |
| 1989-90 | N.J           | N.J            | N.J       |
| 1990-91 | ?             | ?              | ?         |
| 1991-92 | 3e T.R        | NCB El Affroun | 1-0       |
| 1992-93 | N.J           | N.J            | N.J       |
| 1993-94 | ?             | ?              | ?         |
| 1994-95 | ?             | ?              | ?         |
| 1995-96 | ?             | ?              | ?         |
| 1996-97 | ?             | ?              | ?         |
| 1997-98 | ?             | ?              | ?         |
| 1998-99 | ?             | ?              | ?         |
| 1999-00 | ?             | ?              | ?         |
| 2000-01 | ?             | ?              | ?         |
| 2001-02 | ?             |                | ?         |
| 2002-03 | ?             | ?              | ?         |
| 2003-04 | ?             | ?              | ?         |
| 2004-05 | ?             | ?              | ?         |
| 2005-06 | ?             | ?              | ?         |
| 2006-07 | ?             | ?              | ?         |
| 2007-08 | ?             | ?              | ?         |
| 2008-09 | ?             | ?              | ?         |
| 2009-10 | ?             | ?              | ?         |
| 2010-11 | ?             | ?              | ?         |
| 2011-12 | ?             | ?              | ?         |
| 2012-13 | ?             | ?              | ?         |
| 2013-14 | ?             | ?              | ?         |
| 2014-15 | ?             | ?              | ?         |
| 2015-16 | ?             | ?              | ?         |
| 2016-17 | ?             | ?              | ?         |
| 2017-18 | Avant dernier | CRB Sendjas    | ?         |
| 2018-19 | 1/32 finale   | USM Bel Abbès  | 2-0       |
| 2019-20 | 1/64 finale   | RC Arba        | 2-1       |